# Донато Каррізі
Донато Каррізі (народився 25 березня 1973 року в Мартіна-Франка, Апулія) — італійський письменник, режисер і сценарист. Дебютував як режисер фільмом «Дівчина в тумані» (2017), знятим за однойменним романом. Він отримав премію Давида ді Донателло 2018 за найкращого нового режисера. Це була одна з особливостей Фестивалю італійського кіно 2019 року в Сполучених Штатах, який рекламував італійські фільми в кількох містах.

## Кар'єра
Як письменник Каррізі почав з театру, для якого писав комедії та мюзикли з дев'ятнадцяти років. Світ художньої літератури дізнався про Каррізі з виходом його першої книги «Підказувач» у 2009 році, яка стала світовим бестселером. Роман відкриває трилогію про Мілі Васкес. Книга удостоюється багатьох нагород, отримує хороші відгуки від критиків і читачів. У серії виходять ще два романи: «Теорія зла» в 2013 році і «L'uomo del labirinto» в 2017.
У 2011 році Каррізі публікує першу частину чергового циклу романів, про Маркуса і Санду. Книги серії: «Втрачені дівчата Риму» в 2011 році, «Мисливець за тінню» в 2014 і «Маестро тіней» в 2016.
Також поза серіями вийшли два його романи «Жінка з паперовими квітами» в 2012 році і «Дівчина в тумані» в 2015. У 2017 році «Дівчина в тумані» була екранізована самим автором, він же адаптував сценарій. Фільм з Жаном Рено у головній ролі мав великий успіх і подорожував по фестивалях.
З 2018 року Каррізі викладає в університеті IULM, де він веде магістерський курс «Гендерне письмо: трилер, нуар, таємниця».

## Книжки
1. Il suggeritore, 2009
2. Il tribunale delle anime, 2011
3. La donna dei fiori di carta, 2012
4. L'ipotesi del male, 2013
5. Il cacciatore del buio, 2014
6. La ragazza nella nebbia, 2015
7. Il maestro delle ombre, 2016
8. L'uomo del labirinto, 2017
9. Il gioco del suggeritore, 2018
10. La casa delle voci, 2019
11. Io sono l'abisso, 2020
12. La casa senza ricordi, 2021
13. La casa delle luci, 2022

### Українською перекладено
1. «Я — безодня» (Io sono l'abisso)

Слідство Міли Васкес
1. «Нашіптувач» (Il suggeritore)
2. «Гіпотеза зла» (L'ipotesi del male)
3. «Людина в лабіринті» (L'uomo del labirinto)
4. (Il gioco del suggeritore)

Слідство П'єтро Джербера
1. «Дім голосів» (La casa delle voci)

Цикл про Маркуса і Сандру
1. «Ловець невинних душ» (Il tribunale delle anime)
2. «Ловець тіні» (Il cacciatore del buio)
3. «Володар тіні» (Il maestro delle ombre)

## Фільмографія
- «Дівчина в тумані»  (2017)
- «Дівчина у лабіринті» (2019)
- «Дівчина у безодні» (2022)